# بتل، شهرستان پاپ، آرکانزاس
بتل (به انگلیسی: Bethel) یک منطقهٔ مسکونی در ایالات متحده آمریکا است که در شهرستان پوپ، آرکانزاس واقع شده‌است. بتل ۱۰۶ متر بالاتر از سطح دریا واقع شده‌است.